# Myrmecia apicalis
Myrmecia apicalis är en myrart som beskrevs av Carlo Emery 1883. Myrmecia apicalis ingår i släktet bulldoggsmyror, och familjen myror. Inga underarter finns listade i Catalogue of Life.